# صقر منذر
صقر منذر (الاسم العلمي: Buteo  augur) (بالإنجليزية: Augur  Buzzard) هو طائر ينتمي إلى البازية (فصيلة: Accipitridae).

## معرض صور

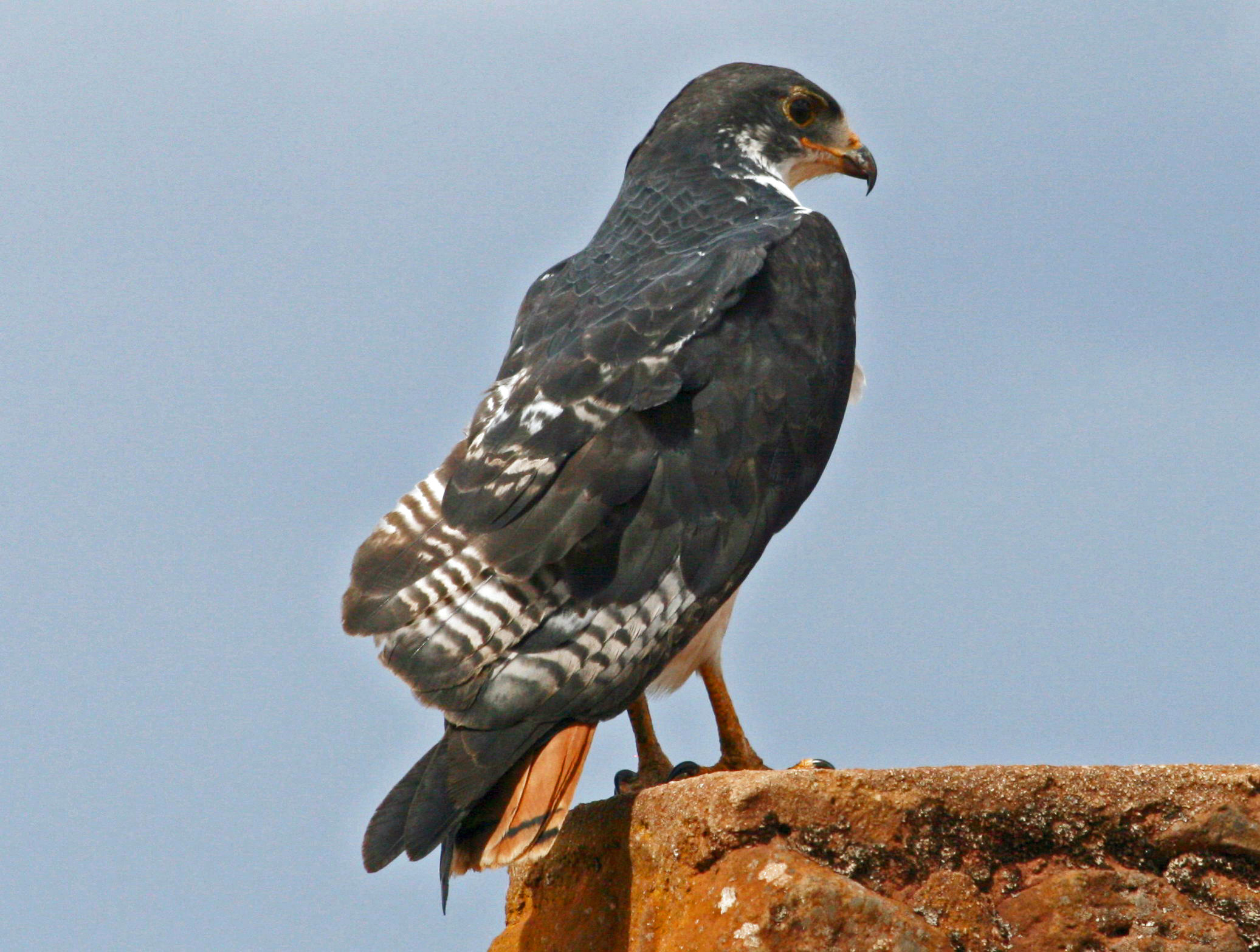
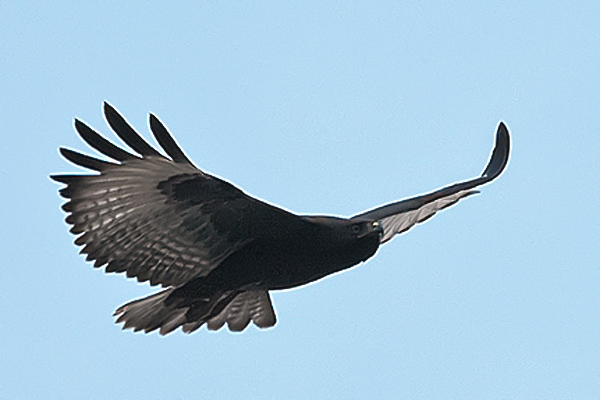
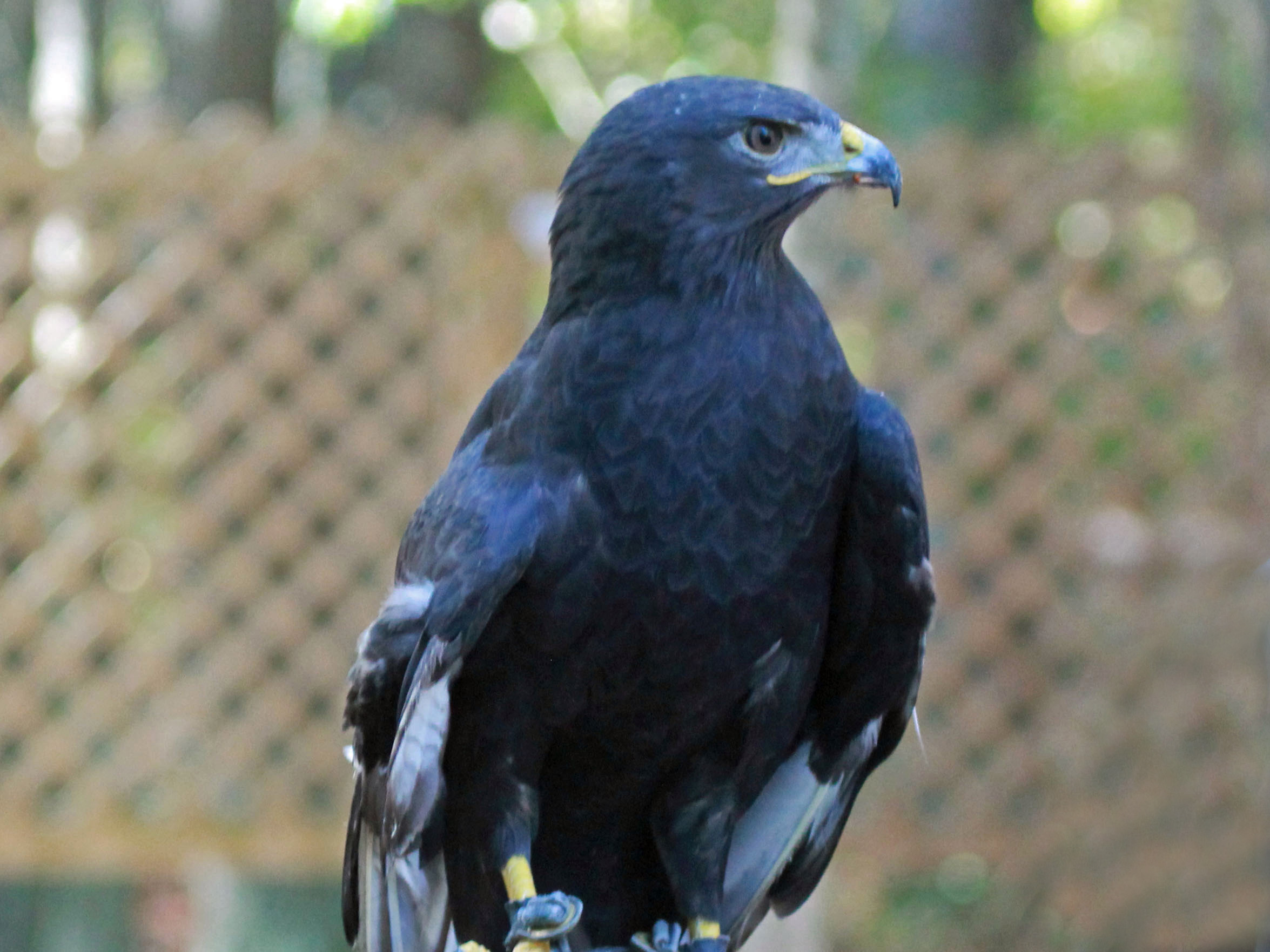
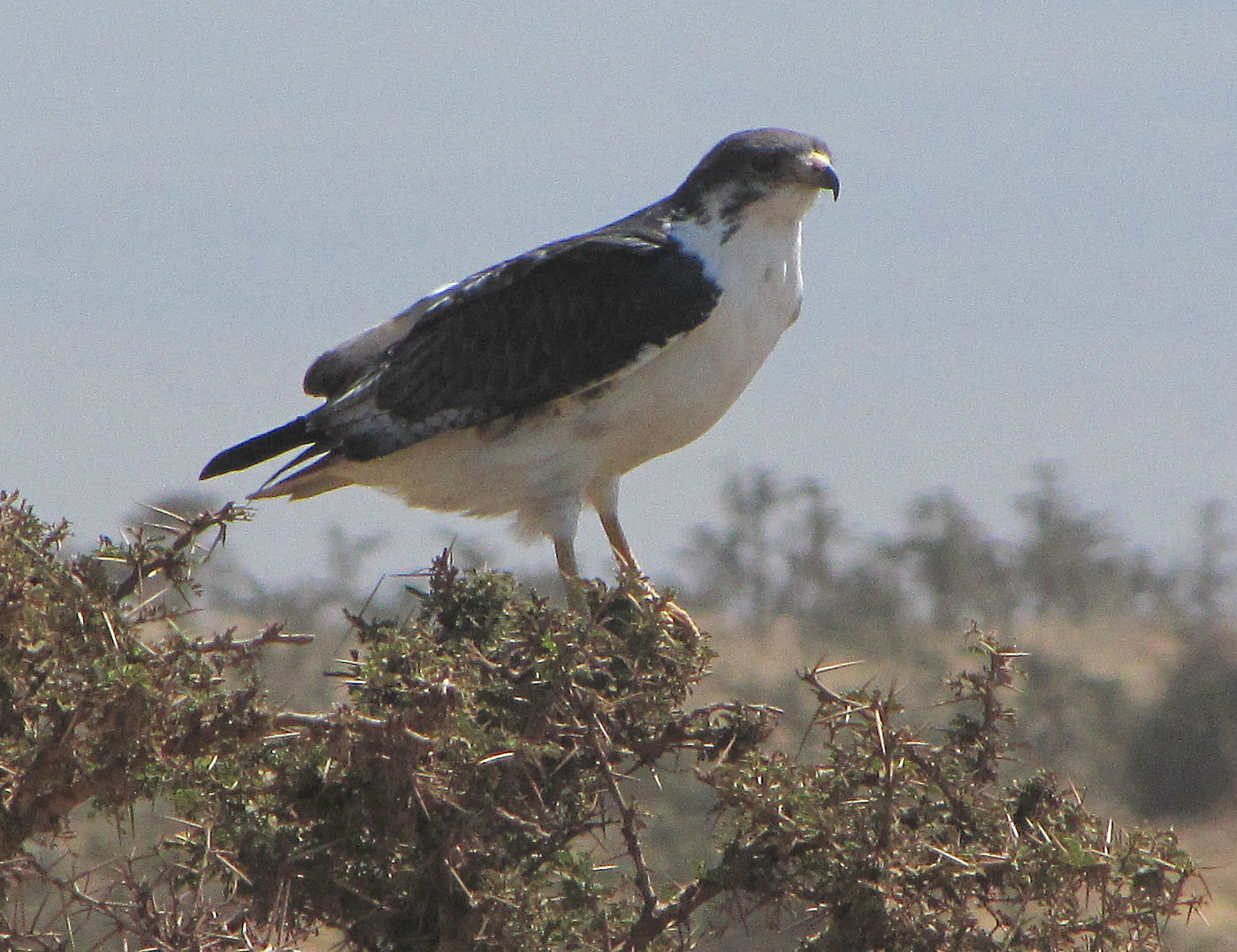